# Ryan Drummond
Pour les articles homonymes, voir Drummond.
Ryan Drummond (né le 10 janvier 1973 à Lima, dans l'Ohio), est un acteur et clown, principalement connu pour avoir prêté sa voix au personnage Sonic de la franchise Sega entre 1999 et 2005.

## Filmographie

### Télévision
- Veronica Mars - un associé
- Point Pleasant, entre le bien et le mal - booth vendor[Quoi ?]
- Les Chroniques du mystère - Andy
- Invisible Man - mime
- Un toit pour trois - Issac Glickstein
- Un privé à Malibu - DJ Johnny Jam

### Doublage de jeu vidéo
- Sacred Rings
- Blue Stinger - Eliot Ballade
- Call of Cthulhu: Dark Corners of the Earth - J. Edgar Hoover, Seaman Willie Thompson, Experiment, Poorhouse Resident, Cutter Urania Seaman, Yithian
- Undying - personnages variés
- Airblade - Insider
- Cold War - Carter, un scientifique, des civils
- Illbleed
- Twisted Metal 4
- Evil Dead: Hail to the King - un marchand
- Gangland - Black Boss, Bouncer, un croupier, un civili, un sniper, un policier, un ninja
- Sonic Advance 3 - Sonic the Hedgehog
- Sonic Adventure - Sonic the Hedgehog
- Sonic Adventure 2 - Sonic the Hedgehog
- Sonic Battle - Sonic the Hedgehog
- Sonic Heroes - Sonic the Hedgehog,  Metal Sonic
- Sonic Shuffle - Sonic the Hedgehog, Knuckles the Echidna
- Spy Fiction - Michael
- Nancy Drew: Stay Tuned for Danger - Rick Arlen